# Upper La Tante
Upper La Tante ist eine Siedlung im Parish Saint David im Süden von Grenada.

## Geographie
Die Siedlung liegt oberhalb der Küste, südöstlich von Bellevue, sowie oberhalb von Lower La Tante.